# Tishan Hanley
Tishan Hanley (Basseterre, 22 agosto 1990) è un calciatore nevisiano, attaccante svincolato della nazionale nevisiana.

## Carriera

### Club
Ha giocato nella massima serie nevisiana ed in quella filippina, oltre che nelle serie minori statunitensi.

### Nazionale
Dopo aver partecipato ad un torneo continentale di categoria nel 2007 con la nazionale Under-20, nel 2009 ha esordito in nazionale maggiore.